# Anatoli Nikolajewitsch Pepeljajew

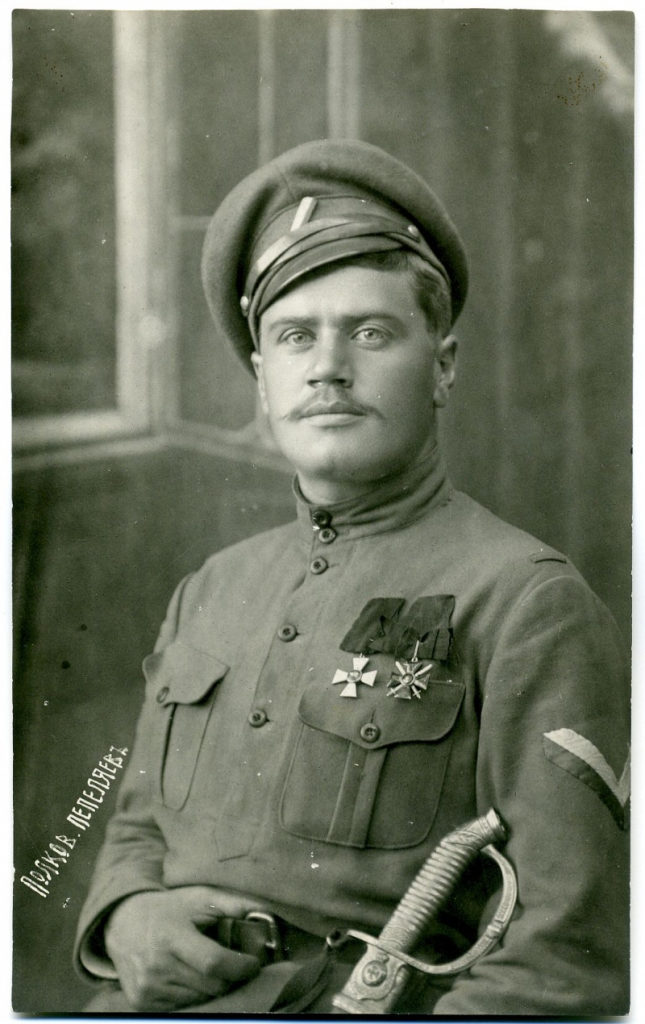
Anatoli Nikolajewitsch Pepeljajew 1918

Anatoli Nikolajewitsch Pepeljajew (russisch Анатолий Николаевич Пепеляев, wiss. Transliteration Anatolij Nikolaevič Pepeljaev; * 3. Julijul. / 15. Juli 1891greg. in Tomsk; † 14. Januar 1938 in Nowosibirsk) war ein russischer Feldherr und Weißgardist.

## Leben
Geboren in die Familie eines Generals der russischen kaiserlichen Armee, wurde Anatoli Pepeljajew 1902 auf die Kadettenanstalt der Stadt Omsk geschickt, die er 1908 erfolgreich abschloss. Im selben Jahr ging er auf die Paulus-Militärschule in Sankt Petersburg. Diese schloss Anatoli Pepeljajew 1910 im Range eines Leutnants ab, worauf er sofort in das MG-Kommando des 42. Sibirischen Schützenregimentes in Tomsk eingewiesen wurde. 1914 wurde der seit zwei Jahren verheiratete Pepeljajew in den Dienstgrad eines Oberleutnants befördert. 
Den Ersten Weltkrieg trat Anatoli Pepeljajew als Kommandeur der Kavallerieaufklärung seines Regimentes an. Für seine Verdienste wurde er Anfang 1917 in den Rang eines Hauptmannes befördert. Insgesamt trug Anatoli Pepeljajew sieben Kriegsorden von der Front, darunter den St.-Georg-Orden 4. Grades. Unter der Provisorischen Regierung Kerenskis blieb er an der Front und wurde sogar Oberstleutnant. Nach der Oktoberrevolution wurde Pepeljajew vom Soldatenrat seines Bataillons in seiner Funktion als Bataillonskommandeur bestätigt. 
Nach dem Frieden zu Brest-Litowsk brachen die letzten Überreste der russischen Armee zusammen und Anatoli Pepeljajew flüchtete nach Tomsk, wo er schon bald einer antibolschewistischen Offiziersuntergrundorganisation beitrat. Am 27. Mai 1918 begann der von Pepeljajew angeführte Aufstand gegen die Bolschewiki, welcher am 31. Mai mit dem Sieg der Offiziere endete. Daraufhin stellte sich Pepeljajew in Dienste der antibolschewistischen „Sibirischen Regierung“ von Pjotr Wologodski, die von Nowonikolajewsk aus agierte. Auf ihr Verlangen baute er das 1. Mittelsibirische Schützenkorps auf, mit dem er der Transsibirischen Eisenbahn entlang zog und kommunistische Räte in Krasnojarsk, Werchneudinsk und Tschita stürzte. Ende August / Anfang September 1918 traf er östlich des Baikalsees mit den Kosaken des Atamans Semjonow zusammen, die aus der Mandschurei angerückt waren, was bedeutete, dass in ganz Sibirien die Kommunisten nun im Untergrund waren. Für seinen Feldzug nach Osten wurde Pepeljajew mit dem St.-Georg-Orden 3. Grades ausgezeichnet und in den Dienstgrad eines Oberstes versetzt.
Nach diesem Feldzug wurde das Pepeljajew’sche Korps nach Westen geschickt, wo Pepeljajew, nun im Range eines Generalmajors, eine Offensive gegen die 3. Rote Armee startete, die zur Einnahme der Stadt Perm am 24. Dezember 1918 führte. Nach der Machtergreifung durch Admiral Koltschak Ende desselben Jahres stellte sich Pepeljajew in dessen Dienste. Am 31. Januar 1919 wurde er zum Generalleutnant erklärt. Die am 4. März desselben Jahres begonnene Koltschak-Offensive gelang dem Korps Pepeljajews am besten, da seine Militäreinheit am weitesten nach Westen vordrang. Bis zum 2. Juni konnte er als einziger Weißgardistenführer am Ural einen Vorstoß verzeichnen, doch nach zwei Tagen wurde er von den Roten aufgehalten und zurückgeworfen. 
Nach der Restrukturierung der Koltschak’schen Armee am 21. Juli 1919 und der Bildung der in mehrere Armeen unterteilten Ostfront wurde Pepeljajew zum Befehlshaber der 1. Armee erklärt. Doch dies veränderte an der Leistung der Weißgardisten effektiv nichts und der Rückzug wurde fortgesetzt. Die immer schlimmer werdende Lage zwang Pepeljajew dazu, Alexander Koltschak Mitte Dezember auf einer entlegenen Eisenbahnstation namens Taiga festzunehmen und von ihm die Aufklärung der Verhältnisse zu fordern. Wenn der Bruder Pepeljajews, der Premierminister Wiktor Pepeljajew, nicht vermittelt hätte, hätte Pepeljajew Koltschak verhaftet und wäre auf keine Gegenmaßnahmen gestoßen, da Taiga von ihm treu ergebenen Soldaten besetzt war. Nach dem Fall Tomsks am 20. Dezember 1919 floh Pepeljajew mit seiner Familie in einem Eisenbahnwagon nach Transbaikalien, wo er nach einer Typhuskrankheit eine Partisaneneinheit aufbaute. Wegen der Zusammenarbeit seines Vorgesetzten, des Atamans Semjonow, mit den Japanern verließ die Familie Pepeljajew am 20. April 1920 Russland und ließ sich in Harbin nieder.
In Harbin lebte Pepeljajew mehr als zwei Jahre, während derer er mehrmals den Beruf wechseln musste. Er suchte eine Möglichkeit, nach Russland zurückzukehren und den Kampf gegen die Rote Armee fortzusetzen. Diese Möglichkeit fand er im Sommer 1922, als ihm das Angebot gemacht wurde, eine Militäreinheit zusammenzustellen und nach Jakutien überzusetzen, wo er die Partisanen im Kampf gegen die Bolschewiki unterstützen sollte. Dieses Angebot nahm er an und bereits Ende August desselben Jahres wurde seine 553 Mann starke Truppe nach Ajan, einem Fischerdorf an der ochotskischen Küste, verschifft.
Im Winter 1922/23 drang Pepeljajew nach Jakutien vor und führte dort den letzten Kampf des Russischen Bürgerkrieges. Nach der am 3. März 1923 beim Großdorf Amga erlittenen Niederlage flüchteten die Überreste der Pepeljajew’schen Freiwilligeneinheit nach Ajan, wo sie am 17. Juni desselben Jahres von einer Rotarmistenexpedition gefangen genommen wurden. Zusammen mit seinen Mitstreitern wurde Pepeljajew nach Tschita gebracht, wo ein Gericht ihn zum Tode verurteilte. Nach einer Gnadenpetition wurde das Strafmaß durch 10 Jahre Haft ersetzt. Die Haft saß er im Gefängnis der Stadt Jaroslawl ab. Allerdings wurde seine Haftstrafe 1932 um weitere drei Jahre verlängert. Erst 1936 kam Pepeljajew frei. Da es ihm verboten wurde, sich in Großstädten und in Sibirien niederzulassen, zog er nach Woronesch, wo er bis August 1937 unbeschadet leben und seiner im Gefängnis erlernten Tätigkeit als Tischler nachgehen konnte. Doch dann wurde er wieder verhaftet und nach Nowosibirsk geschafft, wo ein Gericht ihn wegen „konterrevolutionärer Tätigkeit“ zum Tod durch Erschießen verurteilte. Am 14. Januar 1938 wurde das Urteil vollstreckt.
Am 20. Oktober 1989 wurde Anatoli Pepeljajew von der Anwaltschaft des Gebietes Nowosibirsk posthum rehabilitiert.